# Ideales elektrisches Bauelement
Ideale elektrische Bauelemente sind konzeptionelle Verallgemeinerungen, die reale elektrische Bauelemente wie Widerstände oder Spannungsquellen mit idealisierten Eigenschaften darstellen. Durch Auswahl einer kleinen Zahl solcher fiktiver, hochdefinierter Bauelemente können sowohl reale Bauelemente differenziert mittels Ersatzschaltbildern beschrieben, als auch überschaubare Methoden der Analyse komplexer elektrischer Netzwerke gewonnen werden.

## Reale und ideale Bauelemente
Im Gegensatz zu ihren Idealisierungen sind reale Bauelemente grundsätzlich ein Ganzes vieler Eigenschaften. Ein realer elektrischer Leiter etwa hat neben seiner elektrischen Leitfähigkeit nicht nur weitere messbare, sondern gegebenenfalls auch praktisch nicht vernachlässigbare Attribute wie seine elektrische Kapazität oder Induktivität aber auch solche, die sich etwa auf die Materialbeschaffenheiten, der Umgebung entspringende Faktoren wie Temperatur oder auch nicht-physikalische Größen wie den Preis, Lieferbarkeiten usw. beziehen.
Je nach Zweck sind die einen oder die anderen Merkmale eines realen Bauteils von Bedeutung.  Das Konzept idealer Bauelemente beruht auf der Abstraktion, d. h. der vorgestellten Entfernung aller gerade nicht relevanten Eigenschaften, typischerweise zugunsten einer einzigen elektrischen Größe, etwa des Widerstands, die dann durch ein idealisiertes Element vertreten wird.
Für einen bestimmten Zweck, etwa eine bestimmte analytische Modellierung von Schaltkreisen, reicht eine kleine Anzahl verschiedener Arten idealer Elemente aus, so dass speziell im Zusammenhang mit der Schlüssigkeit der darauf aufbauenden Methode eine Abgeschlossenheit entsteht, die jedoch stets vor dem Hintergrund des jeweiligen Zwecks zu beurteilen ist. So kann als Konsequenz einer solchen Auswahl etwa das Element des elektrischen Leiters (und damit die Eigenschaft der Leitfähigkeit) als bloße Randerscheinung vollkommen entfallen und lediglich noch als Topologie, Verschaltung, idealer Draht also, vertreten sein.
Umgekehrt können sich für die Analyse ideale Bauelemente als nützlich erweisen, die durch gar kein reales elektrisches Bauelement mehr vertreten werden, etwa der Nullator oder der Norator.
Analytische Anwendung findet dieses Konzept in der Netzwerkanalyse.

## Ideale Elemente

Realer passiver Zweipol und sein Ersatzschaltbild aus idealen Elementen

Eine typische Auswahl idealer Zweipole zur Modellierung beliebiger elektrischer Bauelemente oder Schaltungen besteht aus:
- Drei passiven Elementen (Widerstand, Kapazität und Induktivität)
- Zwei ungesteuerten Quellen (für Strom- und Spannung)

Typische ideale Zweitore (Vierpole) sind dagegen:
- Der Nullor als idealer Operationsverstärker
- Gesteuerte Quellen als ideale aktive Bauelemente
- Der ideale Transformator als galvanisch entkoppelndes und transformierendes Element
- Ideale Impedanzkonverter (z. B. NIC und Gyratoren) zur Transformation und Konvertierung von Impedanzen

## Symbole für ideale Elemente
in Schaltplänen werden ideale Bauelemente durch dieselben Schaltzeichen symbolisiert, wie deren reale Entsprechungen, falls diese existieren. Ob ein ideales oder ein reales Bauelement gemeint ist, ist nur aus dem Zusammenhang ersichtlich.

## Modellierung realer Elemente
Der durch das Weglassen von Eigenschaften gegebenenfalls eingetretene Verlust an Detailtreue kann dann durch Kombination idealer Elemente zu einem geeigneten Ersatzschaltbild den konkreten Zwecken folgend wieder eingeholt werden. Ein typisches Beispiel dafür ist das Gegensatzpaar idealer und realer Spannungsquellen.
Ein Beispiel für die Weise des Einsatzes idealer Elemente zur Modellierung (Verstärker) findet sich etwa im Artikel zu Operationsverstärkern.